# Nevena Damjanović
Nevena Damjanović (en serbe cyrillique : Невена Дамјановић), née le 12 avril 1993, est une footballeuse internationale serbe qui joue au poste de défenseur, au sein du club russe du CSKA Moscou.

## Biographie

### En club
A l'âge de 8 ans, elle commence le karaté dans le club de Kragujevac. Avec lequel elle remporte de nombreuses médailles lors de compétitions nationales et internationales, devenant championne de Serbie et Monténégro. Elle est ceinture noire.
Puis, elle débute le football à l'âge de 11 ans (2004), et fait ses premiers pas dans le club du FK Sušica Kragujevac. Elle rejoint ensuite le club du Spartak Subotica à l'âge de 17 ans tout en étudiant à la Faculté d'économie de Subotica. Après six saisons dans la ligue serbe, cinq titres de championne et quatre coupes de Serbie en poche et meilleure buteuse de la ligue serbe lors de la saison 2011/12, elle rejoint le Fortuna Hjørring au Danemark en 2015. Déjà contactée trois ans auparavant, le club danois n'avait pas donné suite.
En 2018, elle atterri à Lisbonne pour représenter le Sporting CP. Référencée comme un défenseur avec une expérience internationale elle s'impose immédiatement comme un pion indispensable au centre de la défense des Leoas, ayant la capacité à faire des passes longue, avec un excellent jeu de tête. Elle s'avère même être une bonne marqueuse de coup franc. Après plus de deux ans au club, elle devient capitaine des "lionnes", héritant du brassard de Solange Carvalhas, qui a quitté le club.

### En sélection nationale
Nevena Damjanović est appelé pour représenter son pays en 2008 avec le maillot des moins de 17 ans, faisant ses débuts le 16 septembre, à l'occasion des éliminatoires de l'édition 2009 du Championnat d'Europe de la catégorie, lors d'un match perdu 11-0 face à l'Allemagne, futur vainqueur de la compétition.
Elle rejoint les moins de 19 ans en 2010, avec laquelle elle participe aux qualifications du Championnat d'Europe 2011, et à celles du Championnat d'Europe 2012. Le parcours lors de ses dernières qualifications, permet aux jeunes serbes de réaliser une première historique en ce qualifiant pour la phase finale en Turquie, équipe dont elle est la capitaine.
Grâce à ses bonnes performances dans les équipes de jeunes, elle intègre, aussi, en 2010, l'équipe nationale senior. Sélectionnée par l'entraîneur Perica Krstić, elle fait ses débuts le 21 Août, lors d'un match nul et vierge face à l'Irlande du Nord, remplaçant Jovana Sretenović à la 70e minute.

## Statistiques

### En club
| Saison                | Club                  | Championnat           | Championnat | Championnat | Coupe(s) nationale(s) | Coupe(s) nationale(s) | Compétition(s) continentale(s) | Compétition(s) continentale(s) | Compétition(s) continentale(s) | Sélection | Sélection | Sélection | Total | Total |
| Saison                | Club                  | Division              | M.          | B.          | M.                    | B.                    | Comp.                          | M.                             | B.                             | Équipe    | M.        | B.        | M.    | B.    |
| 2009-2010             | FK Sušica Kragujevac  | FSGK                  | 0           | 0           | 0                     | 0                     | -                              | 0                              | 0                              | -         | 0         | 0         | 0     | 0     |
| Sous-total            | Sous-total            | Sous-total            | 0           | 0           | 0                     | 0                     | -                              | 0                              | 0                              | -         | 0         | 0         | 0     | 0     |
| 2009-2010             | Spartak Subotica      | SFWL                  | 0           | 0           | 0                     | 0                     | -                              | 0                              | 0                              | A         | 2         | 0         | 2     | 0     |
| 2010-2011             | Spartak Subotica      | SFWL                  | 0           | 0           | 0                     | 0                     | -                              | 0                              | 0                              | U19       | 6         | 5         | 6     | 5     |
| 2011-2012             | Spartak Subotica      | SFWL                  | 0           | 0           | 0                     | 0                     | LDC                            | 3                              | 6                              | A & U19   | 11        | 4         | 14    | 10    |
| 2012-2013             | Spartak Subotica      | SFWL                  | 0           | 0           | 0                     | 0                     | LDC                            | 5                              | 0                              | -         | 0         | 0         | 5     | 0     |
| 2013-2014             | Spartak Subotica      | SFWL                  | 0           | 0           | 0                     | 0                     | LDC                            | 5                              | 0                              | A         | 6         | 0         | 11    | 0     |
| 2014-2015             | Spartak Subotica      | SFWL                  | 0           | 0           | 0                     | 0                     | LDC                            | 3                              | 0                              | -         | 0         | 0         | 3     | 0     |
| Sous-total            | Sous-total            | Sous-total            | 0           | 0           | 0                     | 0                     | -                              | 16                             | 6                              | -         | 25        | 9         | 41    | 15    |
| 2015-2016             | Fortuna Hjørring      | Elitedivisionen       | 0           | 10          | 0                     | 0                     | LDC                            | 3                              | 0                              | A         | 6         | 0         | 9     | 10    |
| 2016-2017             | Fortuna Hjørring      | Elitedivisionen       | 0           | 9           | 0                     | 0                     | LDC                            | 5                              | 1                              | A         | 2         | 0         | 7     | 10    |
| 2017-2018             | Fortuna Hjørring      | Elitedivisionen       | 24          | 11          | 0                     | 0                     | LDC                            | 2                              | 0                              | A         | 7         | 0         | 33    | 11    |
| Sous-total            | Sous-total            | Sous-total            | 24          | 30          | 0                     | 0                     | -                              | 10                             | 1                              | -         | 15        | 0         | 49    | 31    |
| 2018-2019             | Sporting CP           | Liga BPI              | 21          | 7           | 3                     | 1                     | LDC                            | 3                              | 0                              | A         | 1         | 0         | 28    | 8     |
| 2019-2020             | Sporting CP           | Liga BPI              | 14          | 7           | 5                     | 2                     | -                              | 0                              | 0                              | A         | 5         | 1         | 24    | 10    |
| 2020-2021             | Sporting CP           | Liga BPI              | 21          | 8           | 3                     | 2                     | -                              | 0                              | 0                              | A         | 4         | 2         | 28    | 12    |
| Sous-total            | Sous-total            | Sous-total            | 56          | 22          | 11                    | 5                     | -                              | 3                              | 0                              | -         | 10        | 3         | 80    | 30    |
| Total sur la carrière | Total sur la carrière | Total sur la carrière | 80          | 52          | 11                    | 5                     | -                              | 29                             | 7                              | -         | 50        | 12        | 170   | 76    |

Statistiques actualisées le 6 mai 2021

#### Matchs disputés en coupes continentales
| Matchs | Date              | Stade                              | Adversaire              | Résultat | Minutes | Compétition         | Buts | Tour                   | Club             |
| ------ | ----------------- | ---------------------------------- | ----------------------- | -------- | ------- | ------------------- | ---- | ---------------------- | ---------------- |
| 1      | 11 août 2011      | Stade Gradski, Subotica            | Glasgow City LFC        | 4 – 0    | 90 min  | Ligue des champions | 0    | Phase de qualification | Spartak Subotica |
| 2      | 13 août 2011      | Stade Gradski, Subotica            | KÍ Klaksvík             | 4 – 2    | 90 min  | Ligue des champions | 2    | Phase de qualification | Spartak Subotica |
| 3      | 16 août 2011      | Stade Gradski, Subotica            | Mosta FC                | 0 – 11   | 90 min  | Ligue des champions | 4    | Phase de qualification | Spartak Subotica |
| 4      | 11 août 2012      | Stade Gradski, Subotica            | FC NSA Sofia            | 0 – 7    | 90 min  | Ligue des champions | 0    | Phase de qualification | Spartak Subotica |
| 5      | 13 août 2012      | Stade Gradski, Subotica            | BIIK Kazygurt           | 0 – 2    | 90 min  | Ligue des champions | 0    | Phase de qualification | Spartak Subotica |
| 6      | 16 août 2012      | Stade Karađorđe, Novi Sad          | Pärnu JK                | 0 – 1    | 90 min  | Ligue des champions | 0    | Phase de qualification | Spartak Subotica |
| 7      | 26 septembre 2012 | Stade Gradski, Subotica            | Kopparbergs/Göteborg FC | 0 – 1    | 90 min  | Ligue des champions | 0    | 1/16e                  | Spartak Subotica |
| 8      | 3 octobre 2012    | Stade Valhalla IP, Göteborg        | Kopparbergs/Göteborg FC | 3 – 0    | 90 min  | Ligue des champions | 0    | 1/16e                  | Spartak Subotica |
| 9      | 8 août 2013       | Cluj Arena, Cluj                   | FK Liepājas Metalurgs   | 10 – 0   | 90 min  | Ligue des champions | 0    | Phase de qualification | Spartak Subotica |
| 10     | 10 août 2013      | Cluj Arena, Cluj                   | FK Gintra Universitetas | 0 – 6    | 90 min  | Ligue des champions | 0    | Phase de qualification | Spartak Subotica |
| 11     | 13 août 2013      | Cluj Arena, Cluj                   | CFF Olimpia Cluj-Napoca | 8 – 3    | 90 min  | Ligue des champions | 0    | Phase de qualification | Spartak Subotica |
| 12     | 9 octobre 2013    | Stade Gradski, Subotica            | WFC Rossiyanka          | 2 – 4    | 90 min  | Ligue des champions | 0    | 1/16e                  | Spartak Subotica |
| 13     | 17 octobre 2013   | Stade de Rossiyanka, Krasnoarmeïsk | WFC Rossiyanka          | 1 – 1    | 90 min  | Ligue des champions | 0    | 1/16e                  | Spartak Subotica |
| 14     | 9 août 2014       | Stade HNK Cibalia, Vinkovci        | Amazones Dramas         | 3 – 0    | 90 min  | Ligue des champions | 0    | Phase de qualification | Spartak Subotica |
| 15     | 11 août 2014      | Stade Gradski vrt, Osijek          | Goliador Chişinău       | 19 – 0   | 90 min  | Ligue des champions | 0    | Phase de qualification | Spartak Subotica |
| 16     | 14 août 2014      | Stade Gradski vrt, Osijek          | ŽNK Osijek              | 1 – 0    | 59 min  | Ligue des champions | 0    | Phase de qualification | Spartak Subotica |
| 17     | 14 octobre 2015   | Hjørring Stadion, Hjørring         | FK Minsk                | 4 – 0    | 90 min  | Ligue des champions | 0    | 1/16e                  | Fortuna Hjørring |
| 18     | 11 novembre 2015  | Stade Mario Rigamonti, Brescia     | ACF Brescia             | 1 – 0    | 90 min  | Ligue des champions | 0    | 1/8e                   | Fortuna Hjørring |
| 19     | 18 novembre 2015  | Hjørring Stadion, Hjørring         | ACF Brescia             | 1 – 1    | 90 min  | Ligue des champions | 0    | 1/8e                   | Fortuna Hjørring |
| 20     | 5 octobre 2016    | Stade San Mamés Barria, Bilbao     | Athletic Bilbao         | 2 – 1    | 90 min  | Ligue des champions | 0    | 1/16e                  | Fortuna Hjørring |
| 21     | 12 octobre 2016   | Hjørring Stadion, Hjørring         | Athletic Bilbao         | 3 – 1    | 120 min | Ligue des champions | 1    | 1/16e                  | Fortuna Hjørring |
| 22     | 9 novembre 2016   | Stade Mario Rigamonti, Brescia     | ACF Brescia             | 0 – 1    | 90 min  | Ligue des champions | 0    | 1/8e                   | Fortuna Hjørring |
| 23     | 16 novembre 2016  | Hjørring Stadion, Hjørring         | ACF Brescia             | 3 – 1    | 90 min  | Ligue des champions | 0    | 1/8e                   | Fortuna Hjørring |
| 24     | 23 mars 2017      | Hjørring Stadion, Hjørring         | Manchester City WFC     | 0 – 1    | 90 min  | Ligue des champions | 0    | 1/4                    | Fortuna Hjørring |
| 25     | 4 octobre 2017    | Stade Artemio Franchi, Florence    | Fiorentina              | 2 – 1    | 90 min  | Ligue des champions | 0    | 1/16e                  | Fortuna Hjørring |
| 26     | 11 octobre 2017   | Hjørring Stadion, Hjørring         | Fiorentina              | 0 – 0    | 90 min  | Ligue des champions | 0    | 1/16e                  | Fortuna Hjørring |
| 27     | 7 août 2018       | Stade Gradski vrt, Osijek          | Avaldsnes IL            | 3 – 2    | 90 min  | Ligue des champions | 0    | Phase de qualification | Sporting CP      |
| 28     | 10 août 2018      | Stade Gradski vrt, Osijek          | ŽNK Osijek              | 3 – 0    | 90 min  | Ligue des champions | 0    | Phase de qualification | Sporting CP      |
| 29     | 13 août 2018      | Stade HNK Cibalia, Vinkovci        | ŽFK Dragon 2014         | 0 – 4    | 90 min  | Ligue des champions | 0    | Phase de qualification | Sporting CP      |

### En sélection nationale
| Matches officiels de Rita Fontemanha en sélections portugaises | Matches officiels de Rita Fontemanha en sélections portugaises | Matches officiels de Rita Fontemanha en sélections portugaises | Matches officiels de Rita Fontemanha en sélections portugaises | Matches officiels de Rita Fontemanha en sélections portugaises |
| Club                                                           | V.                                                             | N.                                                             | D.                                                             | Buts                                                           |
| -------------------------------------------------------------- | -------------------------------------------------------------- | -------------------------------------------------------------- | -------------------------------------------------------------- | -------------------------------------------------------------- |
| Serbie U17 (9 matchs: 14.52 %) (Incomplet)                     | - (0 %)                                                        | - (0 %)                                                        | - (0 %)                                                        | 0 (0 %)                                                        |
| Serbie U19 (18 matchs: 29.03 %) (Incomplet)                    | - (0 %)                                                        | - (0 %)                                                        | - (0 %)                                                        | 9 (64.29 %)                                                    |
| Serbie A (35 matchs: 56.45 %) (Incomplet)                      | 16 (53.33 %)                                                   | 4 (13.33 %)                                                    | 10 (33.34 %)                                                   | 5 (35.71 %)                                                    |
| Total                                                          | 16 (53.33 %)                                                   | 4 (13.33 %)                                                    | 10 (33.34 %)                                                   | 14                                                             |

#### Buts de Nevena Damjanović en sélection de Serbie
A ce jour (16 janvier 2021), Nevena Damjanović, a marqué que cinq buts avec la sélection A de Serbie.
| Sélections | Date             | Stade                                                  | Adversaire        | Résultat | Compétition          | Buts |
| ---------- | ---------------- | ------------------------------------------------------ | ----------------- | -------- | -------------------- | ---- |
| 19         | 19 octobre 2017  | Stadion na Banovom Brdu, Belgrade                      | Israël            | 2 – 0    | Qualif. Mondial 2019 | 1    |
| 21         | 24 novembre 2017 | Stadion FK Voždovac, Stara Pazova                      | Espagne           | 1 – 2    | Qualif. Mondial 2019 | 1    |
| 31         | 6 mars 2020      | Stadion FK Kolubara, Belgrade                          | Macédoine du Nord | 8 – 1    | Qualif. Euro 2021    | 1    |
| 33         | 24 octobre 2020  | Sportski Centar Fudbalskog Saveza Srbije, Stara Pazova | Kazakhstan        | 4 – 1    | Qualif. Euro 2021    | 1    |
| 34         | 27 octobre 2020  | Sportski Centar Fudbalskog Saveza Srbije, Stara Pazova | Bulgarie          | 2 – 1    | Amical               | 1    |

## Palmarès

### Avec leSpartak Subotica
- Vainqueur du Championnat de Serbie : 5 fois — 2010-11, 2011-12, 2012-13, 2013-14 et 2014-15.
- Vainqueur de la Coupe de Serbie : 4 fois — 2011-12, 2012-13, 2013-14 et 2014-15.
- Finaliste de la Coupe de Serbie : 1 fois — 2010-11.

### Avec leFortuna Hjørring
- Vainqueur du Championnat du Danemark : 2 fois — 2015-16 et 2017-18.
- Vice-championne du Championnat du Danemark : 1 fois — 2016-17.
- Vainqueur de la Coupe du Danemark : 1 fois — 2015-16.

### Avec leSporting CP
- Vice-championne du Championnat du Portugal : 2 fois — 2018-19 et 2019-20.
- Finaliste de la Supercoupe : 1 fois — 2018